# Marbaix
Marbaix (Nederlands: Maarbeke) is een gemeente in het Franse Noorderdepartement (regio Hauts-de-France) en telt 439 inwoners (2004). De plaats maakt deel uit van het arrondissement Avesnes-sur-Helpe.

## Geografie
De oppervlakte van Marbaix bedraagt 6,6 km², de bevolkingsdichtheid is 66,5 inwoners per km².
De onderstaande kaart toont de ligging van Marbaix met de belangrijkste infrastructuur en aangrenzende gemeenten.

## Demografie
Onderstaande figuur toont het verloop van het inwonertal (bron: INSEE-tellingen).